# Крвавци
Крвавци су насеље у Србији у општини Ужице у Златиборском округу. Према попису из 2022. било је 234 становника.

## Демографија
У насељу Крвавци живи 264 пунолетна становника, а просечна старост становништва износи 43,3 година (43,7 код мушкараца и 42,9 код жена). У насељу има 96 домаћинстава, а просечан број чланова по домаћинству је 3,24.
Ово насеље је у потпуности насељено Србима (према попису из 2002. године).
|  |

| Демографија | Демографија | Демографија |
| Година      | Становника  | Становника  |
| ----------- | ----------- | ----------- |
| 1948.       | 333         |             |
| 1953.       | 356         |             |
| 1961.       | 359         |             |
| 1971.       | 344         |             |
| 1981.       | 320         |             |
| 1991.       | 329         | 329         |
| 2002.       | 311         | 317         |

| Етнички састав према попису из 2002.‍ | Етнички састав према попису из 2002.‍ | Етнички састав према попису из 2002.‍ | Етнички састав према попису из 2002.‍ | Етнички састав према попису из 2002.‍ |
| ------------------------------------ | ------------------------------------ | ------------------------------------ | ------------------------------------ | ------------------------------------ |
|                                      |                                      |                                      |                                      |                                      |
| Срби                                 | Срби                                 |                                      | 311                                  | 100,0%                               |
| непознато                            | непознато                            |                                      | 0                                    | 0,0%                                 |

| Година пописа     | 1948. | 1953. | 1961. | 1971. | 1981. | 1991. | 2002. |
| ----------------- | ----- | ----- | ----- | ----- | ----- | ----- | ----- |
| Број домаћинстава | 66    | 69    | 74    | 76    | 80    | 91    | 96    |

| Број чланова      | 1  | 2  | 3  | 4  | 5  | 6 | 7 | 8 | 9 | 10 и више | Просек |
| ----------------- | -- | -- | -- | -- | -- | - | - | - | - | --------- | ------ |
| Број домаћинстава | 16 | 17 | 18 | 27 | 10 | 7 | 1 | 0 | 0 | 0         | 3,24   |

| Пол    | Укупно | Неожењен/Неудата | Ожењен/Удата | Удовац/Удовица | Разведен/Разведена | Непознато |
| ------ | ------ | ---------------- | ------------ | -------------- | ------------------ | --------- |
| Мушки  | 133    | 37               | 85           | 9              | 2                  | 0         |
| Женски | 144    | 36               | 86           | 19             | 3                  | 0         |
| УКУПНО | 277    | 73               | 171          | 28             | 5                  | 0         |

| Пол    | Укупно                    | Пољопривреда, лов и шумарство | Рибарство                            | Вађење руде и камена | Прерађивачка индустрија       |
| ------ | ------------------------- | ----------------------------- | ------------------------------------ | -------------------- | ----------------------------- |
| Мушки  | 66                        | 8                             | 0                                    | 0                    | 30                            |
| Женски | 48                        | 1                             | 0                                    | 0                    | 11                            |
| УКУПНО | 114                       | 9                             | 0                                    | 0                    | 41                            |
| Пол    | Производња и снабдевање   | Грађевинарство                | Трговина                             | Хотели и ресторани   | Саобраћај, складиштење и везе |
| Мушки  | 2                         | 2                             | 10                                   | 2                    | 5                             |
| Женски | 1                         | 0                             | 8                                    | 6                    | 2                             |
| УКУПНО | 3                         | 2                             | 18                                   | 8                    | 7                             |
| Пол    | Финансијско посредовање   | Некретнине                    | Државна управа и одбрана             | Образовање           | Здравствени и социјални рад   |
| Мушки  | 0                         | 0                             | 3                                    | 3                    | 1                             |
| Женски | 1                         | 0                             | 1                                    | 10                   | 6                             |
| УКУПНО | 1                         | 0                             | 4                                    | 13                   | 7                             |
| Пол    | Остале услужне активности | Приватна домаћинства          | Екстериторијалне организације и тела | Непознато            | Непознато                     |
| Мушки  | 0                         | 0                             | 0                                    | 0                    | 0                             |
| Женски | 1                         | 0                             | 0                                    | 0                    | 0                             |
| УКУПНО | 1                         | 0                             | 0                                    | 0                    | 0                             |